# 岡本綾
岡本 綾（おかもと あや、1982年〈昭和57年〉12月9日 - ）は、東京都出身の元女優。

## 来歴
東京都生まれだが、父親を不慮の事故で亡くして以降、小学校の後半から中学校卒業までは母親の実家がある福島県いわき市で過ごす。中学時代は放送部の副部長を務めた。
1991年、『陽炎』で映画初出演。
1995年の映画『学校の怪談』においてヒロインを演じ、一躍注目される。
2000年にNHKの連続テレビ小説『オードリー』で連続テレビドラマ初主演。撮影に専念するため、その間は高校を休学し、臨んだ。
2002年、『おぎゃあ。』で映画初主演。
2004年9月をもって所属事務所をデップからテンカラットへ移籍（系列会社内での異動）。
2007年5月に「女優として内から引き出すものがなくなり、表現者としての限界を感じています。一度、自分自身を見つめ直す時間がほしい」としてテンカラットを退社し、無期限で芸能活動を休養。
2014年から映像コンテンツ権利処理機構に連絡のとれない権利者として掲載されている。

## 出演作品

### 映画
- 陽炎（1991年） - 城島りん 役（幼少時代）
- 学校の怪談（1995年） - 小室香織 役
- いちご同盟（1997年） - 上原直美 役
- 老親（2000年） - 隅田聡子 役
- おぎゃあ。（2002年） - 主演・仲里花 役
- あずみ（2003年） - やえ 役
- 東京ゴッドファーザーズ（2003年） - ミユキ 役（声の出演）
- スカイハイ 劇場版（2004年） - 遠山小百合 役
- ムーンライト・ジェリーフィッシュ（2004年） - 南谷佳子 役
- メタセコイヤの木の下で（2005年）  - 幸子 役
- 地下鉄に乗って（2006年） - 軽部みち子 役
- 天国は待ってくれる（2007年） - 中野薫 役

### テレビドラマ

#### 連続ドラマ
- 東京湾ブルース（テレビ朝日「木曜ドラマ」、1990年10月-11月）
- 3年B組金八先生（TBS） - 中里ミチル 役
  - （第4シリーズ、1995年10月-1996年3月）
  - （第6シリーズ、2001年10月-2002年3月）
- 奇跡の少年（岩手めんこいテレビ「宮沢賢治生誕100年記念ドラマ」、1996年7月15日-29日）
- 元禄繚乱（NHK総合「大河ドラマ」、1999年1月-12月） - 岡島伊代 役
- OUT〜妻たちの犯罪〜（フジテレビ、1999年10月-12月） - 吾妻美紀 役
- 一絃の琴（NHK総合「月曜時代劇ロマン」、2000年3月-7月） - 澤村愛子 役
- オードリー（NHK総合「連続テレビ小説」、2000年10月-2001年3月） - 主演・佐々木美月 役  ※ナレーション兼任
- ビッグマネー!〜浮世の沙汰は株しだい〜（フジテレビ、2002年4月-6月） - 中川充ちる 役
- ライオン先生（よみうりテレビ制作・日本テレビ系列、2003年10月-12月） - 高村恵理 役
- ホームドラマ!（TBS、2004年4月-6月） - 井坂亜由美 役
- 慶次郎縁側日記（NHK総合「金曜時代劇」） - 森口三千代 役
  - 第1シリーズ（2004年8月-10月）
  - 第2シリーズ（2005年10月-12月）
- Mの悲劇（TBS、2005年1月-3月） - 島谷有紀 役
- エンジン（フジテレビ、2005年4月-6月） - 末永たまき 役
- いま、会いにゆきます（TBS、2005年7月-9月） - 永瀬万里子 役
- ブラザー☆ビート（TBS、2005年10月-12月） - 吉原理絵役/神崎亜紀 役（2役）

##### ゲスト出演
- 木曜の怪談〜中学生篇〜 第6話「見知らぬクラスメイト」（フジテレビ、1996年6月6日） - 水野明日香 役
- ゆずれない夜 第7話 - 第9話（関西テレビ、1996年11月26日-12月10日）
- 木曜の怪談ファイナル タイムキーパーズ 第1話（フジテレビ、1997年1月9日）
- なっちゃん家 第7話「なっちゃん家の鏡」（テレビ朝日、1998年11月14日）
- リング〜最終章〜 第1話（フジテレビ、1999年1月7日） - 大石智子 役
- 茂七の事件簿3 ふしぎ草紙 第1話（NHK総合「金曜時代劇」、2003年7月11日） - お園 役
- はんなり菊太郎2〜京・公事宿事件帳〜 第1話（NHK総合「金曜時代劇」、2004年1月9日） - おふじ 役
- ミステリー民俗学者 八雲樹 第5話・第6話（テレビ朝日「金曜ナイトドラマ」、2004年11月12日-19日） - 篠原千鶴 役

#### 単発ドラマ
- メイキングオブ すみだ川堀外物語（TBS、1989年11月28日）
- ベビーシッター殺人事件（日本テレビ「火曜サスペンス劇場」、1990年4月24日）
- 東京まゆつばCITY（TBS「ドラマチック22」、1990年7月14日）
- 看護婦物語〜小児病棟25時〜（日本テレビ「水曜グランドロマン」、1990年12月19日）
- イラク人質の妻たち（TBS「月曜ドラマスペシャル」、1991年4月15日）
- たね（NHK総合、1992年5月3日）
- 学校の怪談R「妖怪リリーちゃん」（関西テレビ、1996年7月20日）
- 真相 わが子の殺人日記（フジテレビ「金曜エンタテイメント」、1999年2月19日） - 中里亜紀 役
- 学校の怪談 春のたたりスペシャル（フジテレビ、1999年3月30日） - 之子 役
- 終のすみか（NHK総合「ドラマ館」、1999年10月16日） - 鈴木冬子 役
- ナンバーワン（TBS「年末ドラマ」、2001年12月27日） - 岸小百合 役
- 壬生義士伝〜新撰組でいちばんつよかった男（テレビ東京「新春ワイド時代劇」、2002年1月2日） - みよ 役
- 時効〜流氷に消えた最愛の逃亡者（テレビ朝日「ドラマスペシャル」、2002年3月16日） - 山崎希 役
- 龍神町龍神十三番地（TBS「サスペンス特別企画」、2003年6月26日） - 朝倉理絵 役
- ぼくらはみんな生きている（テレビ朝日「ヒューマンドラマスペシャル」、2003年9月18日） - 沢村夕子 役
- ほんとにあった怖い話〜姉さん〜（フジテレビ、2004年1月31日）
- がんばらないII（TBS「水曜プレミア」、2004年9月15日） - 富田まゆみ 役
- 星野仙一物語 〜亡き妻へ贈る言葉（TBS「正月ドラマ」、2005年1月2日） - 遠山早苗 役
- ボイスレコーダー 〜残された声の記録〜（TBS、2005年8月12日） - 太田恵子 役
- こちら新宿駆けこみ寺 〜泣き笑い玄さん奮闘記〜（フジテレビ「金曜エンタテイメント」、2006年6月30日） - 矢島麻衣子 役
- 岡部警部シリーズ 倉敷殺人事件（フジテレビ「金曜エンタテイメント」、2006年9月1日） - 草西英 役

#### 吹き替え
- 夏の香り（2003年。日本放送は2005年） - シム・ヘウォン 役

### 舞台
- ウィー・トーマス（2006年、演出：長塚圭史、PARCO劇場） - マレード 役
- 殿のちょんまげを切る女（2007年） - さくら 役

### ゲーム
- スタートリングアドベンチャーズ 空想3×大冒険 - キョウコ 役

### PV
- TRF「Life signs again」（シングル「Silence whispers」の付録DVDに収録）
- EXILE「We Will 〜あの場所で〜」

### CM
- 花王 「ビオレU」（このCMでデビュー）
- コカ・コーラ「ウォーターサラダ」
- NTTドコモ関西
- サントリー 「南アルプスの天然水」
- ビオフェルミン製薬 企業CMと「新ビオフェルミンS」（ - 2006年夏。企業CMは朝日放送の『新婚さんいらっしゃい!』枠で提供、独占放送されていた）
- 農林中央金庫 「JAバンク」

## 写真集
- mariposa（2003年11月、角川書店、撮影：真継敏明）ISBN 978-4048536905

## DVD
- Cut On（2002年、ポニーキャニオン）
- Cut Off（2002年、ポニーキャニオン）